# Esteban Dómina
Esteban Dómina (Las Varillas, Córdoba, 15 de abril de 1952) es escritor, historiador y político argentino.

## Biografía
Dómina nació en Las Varillas, Provincia de Córdoba, el 15 de abril de 1952. Cursó sus estudios primarios en la Escuela Rafael Núñez de la ciudad de San Francisco, Provincia de Córdoba, egresó en 1964 y fue medalla de oro al mejor promedio. Posteriormente, en 1969, se recibió de Perito Mercantil en el Colegio Nacional San Martín, San Francisco, Provincia de Córdoba, también fue medalla de oro al mejor promedio.
Sus estudios Universitarios los realizó en la Universidad Nacional de Córdoba, y en 1976 se graduó de Contador Público Nacional y en 1979 de Licenciado en Administración. Fue docente de la Facultad de Ciencias Económicas de la Universidad Nacional de Córdoba, cátedra de Administración Financiera, entre 1979 y 1987. También fue directivo de la Federación Argentina de Consejos Profesionales de Ciencias Económicas, entre 1978 y 1986.
Hasta 1987 se desempeñó como profesional y consultor independiente.
En las elecciones legislativas de 1987 fue elegido Senador Provincial por el Partido Justicialista) para el período 1987-1993. Fue Vicepresidente de la Cámara de Senadores de la Provincia de Córdoba durante dos períodos legislativos.
Entre 1994 y 1995 fue Ministro de Economía de la Provincia de Santiago del Estero durante la intervención federal que condujo el peronista cordobés Juan Schiaretti.
En 1995 es elegido Diputado Nacional por la Provincia de Córdoba. Fue presidente de la Comisión de Finanzas de la Cámara de Diputados de la Nación y autor de varios proyectos convertidos en ley. Fue condecorado por el gobierno de Chile con la Orden al Mérito de Chile en grado de Oficial.
En el 2000 fue presidente de la Unidad de Transformación y Ejecución del Banco de Córdoba.
Cuando termina su mandato se presenta como candidato a diputado provincial, siendo el presidente de la Cámara de Diputados de la Provincia de Córdoba. durante los años 2000 y 2001. En 2001 fue convencional constituyente y miembro de la Comisión Redactora de la Reforma de la Constitución de la Provincia de Córdoba.
Entre noviembre de 2001 y febrero de 2002 fue Ministro de Producción y Finanzas de la Provincia de Córdoba.
Desde noviembre de 2004 hasta abril de 2008 fue presidente del Banco de Inversión y Comercio Exterior (BICE) de la República Argentina. En el mismo período Secretario de la Asociación Latinoamericana de Instituciones para el Desarrollo (Alide) y de la Asociación de Bancos Públicos y Privados de la República Argentina (ABAPPRA).
Desde abril de 2011 hasta diciembre de 2011 fue presidente del Instituto Federal de Gobierno dependiente de la Universidad Católica de Córdoba.
En 2011 y 2015 se postuló como candidato a intendente de la ciudad de Córdoba, desempeñándose como concejal de dicha ciudad durante dos mandatos entre 2011 y 2019, año en que se alejó de la política activa. 
Como historiador y escritor es conferencista de temas de historia y realidad argentina y columnista de historia en medios gráficos, radiales, televisivos y redes sociales.
En el año 2022 compartió en el Festival Nacional de Folklore de Cosquín la Cantata al Brigadier General Juan Bautista Bustos junto a Los 4 de Córdoba.
El 6 de julio de 2023 fue distinguido por su labor cultural con el Premio Jerónimo Luis de Cabrera, la distinción que otorga la Municipalidad de Córdoba a personalidades destacadas.

## Libros
- De Puño y Letra (1998).

- Historia Mínima de Córdoba (2003).

- La misteriosa desaparición de Martita Stutz (2005).

- Morir en Grande (2006).

- Caso Penjerek (2007).

- Caso Yalovetzky. Masacre en barrio San Martín (2008).

- Morir en Grande II (2009).

- Santiago Derqui, el federalismo perdido (2010).

- Tejas con historia (2011).

- El General Cautivo (2012).

- Los Pujadas. De la épica guerrillera al horror (2013).

- Las promesas del general (2014).

- La independencia argentina. 14 años de política, diplomacia y guerra (2016).

- Mujeres argentinas. La otra historia (2017).

- Protagonistas de la historia (2018).

- La mafia en acción. Caso Ayerza (2018).

- La grieta. Historia de los desencuentros argentinos (2019).

- Belgrano a corazón abierto (2020).

- Efemérides cordobesas (2020).

- Bustos es Córdoba (2022).

- Paz, el señor de la guerra (2023).

- Córdoba (2024).